# Oxaceprolo
L'oxaceprolo è un derivato dell'idrossiprolina che agisce da trofico del tessuto connettivo con capacità di stimolazione dei processi riparativi della cartilagine articolare nell'artrosi e nell'invecchiamento. Il farmaco possiederebbe inoltre proprietà antinfiammatorie, sia pure atipiche. L'oxaceprol infatti non inibisce la sintesi delle prostaglandine in vitro, ma inibisce in modo marcato la migrazione dei leucociti ed in particolare dei neutrofili nei siti di infiammazione acuta.

## Farmacocinetica
L'oxaceprolo in soluzione acquosa attraversa bene la cute normale di ratto, ma meno bene quella dell'uomo. Lo strato corneo rappresenta l'ostacolo maggiore alla penetrazione del farmaco: le costanti di permeabilità sono da 1000 a 10.000 volte maggiori in caso di lesione cutanea sia nel ratto che nell'uomo. Da esperimenti sull'animale è stato dimostrato, inoltre, che l'incorporazione del principio attivo in una crema diminuisce ulteriormente la penetrazione.

Dopo somministrazione orale il farmaco è discretamente assorbito (tra il 43 ed il 79% della dose) ed il picco plasmatico si registra da 2 a 2,5 ore dalla somministrazione. L'oxaceprolo è eliminato esclusivamente per via renale. L'escrezione è completa entro 72 ore. L'emivita di eliminazione è di circa 1 ora.

## Usi clinici
Il farmaco viene impiegato per uso topico in dermatologia per favorire la cicatrizzazione di piaghe e ustioni di lieve entità, nelle smagliature, nelle lesioni trofiche cutanee degli arti inferiori. Viene inoltre impiegato in ambito reumatologico nei disturbi degenerativi osteoarticolari.

## Effetti collaterali ed indesiderati
A seguito di somministrazione orale possono comparire, sia pure raramente, i seguenti effetti indesiderati: dolori addominali, nausea, diarrea, vertigini, cefalea e arrossamenti cutanei. L'uso topico può provocare dermatiti da contatto.

## Controindicazioni
L'oxaceprolo è controindicato nei soggetti con ipersensibilità nota verso i componenti. Il farmaco non è per uso oftalmico.

## Dosi terapeutiche
Nel caso di disturbi del trofismo cutaneo si ricorre generalmente a due applicazioni cutanee al giorno. La zona da trattare va massaggiata lungamente per favorire la penetrazione del prodotto. Nelle sclerosi dermiche si consigliano tre applicazioni quotidiane, sempre seguite da massaggio. In soggetti con ulcere e ustioni della cute il numero di applicazioni varia in relazione alla frequenza delle medicazioni suggerite dal curante. Tale numero potrà perciò variare da una applicazione ogni 48 ore a due applicazioni al giorno. Nei pazienti affetti da piaghe emorroidali, ragadi o fissurazioni anali si consigliano di norma 2-3 applicazioni al giorno. Nella somministrazione orale la dose giornaliera si aggira attorno ai 1200 mg.